# Eremus incerta
Eremus incerta är en insektsart som först beskrevs av Walker, F. 1869.  Eremus incerta ingår i släktet Eremus och familjen Gryllacrididae. Inga underarter finns listade i Catalogue of Life.